# Codex Runicus
O Códice Rúnico (ou Codex Runicus) é um manuscrito dinamarquês, de 101 folhas, compilado em fins do século XIII, escrito com o alfabeto rúnico Futhark recente em pergaminho do tipo papel velino, e redigido por três autores incertos. Está na Coleção Arne Magnusson na Universidade de Copenhague, com o signo AM 28 8vo. 

## Conteúdo

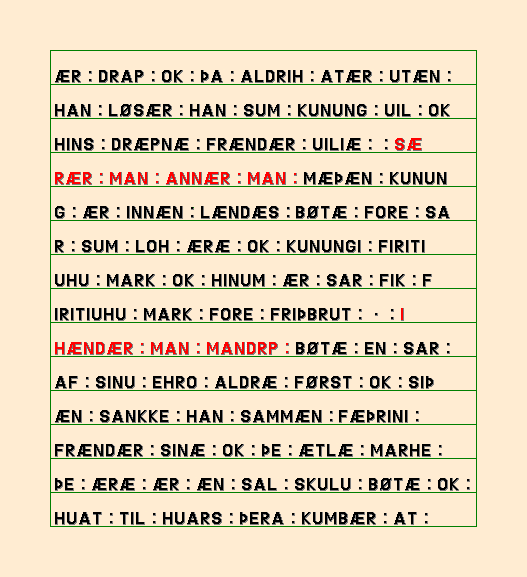
A página de amostra do Códice escrita com letras latinas, para a conveniência do leitor

O manuscrito apresenta três partes principais: a Lei da Escânia (código jurídico medieval da Terra da Escânia — fol. 1-82), a Lei Eclesiástica da Escânia (fols. 84–91), uma crônica dos primeiros monarcas dinamarqueses (fols. 92-97) e dois documentos sobre a fronteira entre a Dinamarca e a Suécia (fols. 97-100). A Lei Eclesiástica Scanian (Skånske Kirkelov) é um acordo que detalha a administração da justiça acordado pelos escânios e a lista de arcebispos de Lund no final do século XII. Na última folha, está uma curta oração à Virgem Maria e duas linhas com notas musicais e texto de uma balada medieval nórdica (Drømte mig en drøm). É, sem comparação, o maior texto em caracteres rúnicos dos tempos antigos, refletindo o interesse do rei dinamarquês Valdemar II pela escrita com runas.

 Os dois textos legislativos são escritos na mesma caligrafia, mas o material não jurídico do códice, que começa na folha 92, teria sido acrescentado por outra caligrafia, em data posterior. A seção de história consiste em um fragmento de uma lista de reis dinamarqueses e uma crônica começando com o lendário Frodo I, filho do rei dinamarquês Hadingo, e finalizando com Érico VI da Dinamarca. Seguindo os textos históricos é uma descrição da fronteira mais antiga entre a Suécia e a Dinamarca (com referência ao "povoado de Daneholm"). Na última folha do Códice está um verso com notações musicais — as primeiras notações musicais escritas na Escandinávia. É a primeira evidência escrita de música secular na Dinamarca, uma notação não rítmica em uma pauta de quatro linhas.